# Leo Kogeldans
Paul Leonard (Leo) Kogeldans (Paramaribo, 28 juni 1930 – Venlo, 7 mei 2024) was een Surinaams-Nederlands voetballer. Hij kreeg van het publiek de bijnaam 'Houhem' en behoorde tot de eerste lichting Surinaamse voetballers die naar Nederland kwam. Zijn zoon Ruben kwam in 1989 om bij de vliegtuigramp met het Kleurrijk Elftal.

## Carrière

### VV Ajax
Kogeldans werd geboren in Frimangron, een wijk van Paramaribo met een rijke traditie voor wat betreft het voortbrengen van topsporters. Hij begon zijn voetbalcarrière bij VV Ajax op het Mr. J.C. Bronsplein waar hij werd opgepikt door de Surinaamse hoofdklasser Ajax. Ajax speelde destijds blootsvoets en Kogeldans viel op door zijn snelle dribbel- en schotvaardigheden. In 1949 werd de linksbinnen op basis van zijn goede spel geselecteerd voor het Surinaamse nationale team. Dusdoende kwam hij in de belangstelling te staan van de Surinaamse topclubs en het was uiteindelijk Frits Juda, scout van SV Voorwaarts, die hem overtuigde voor zijn club te kiezen.

### SV Voorwaarts
Kogeldans verkaste in 1950 naar SV Voorwaarts. In zijn eerste jaar bij de club trok bij een 6-5 thuiszege op M.V.V. de aandacht, toen hij zijn ploeg bij een 1-3 achterstand dankzij vier doelpunten op een 6-3 voorsprong zette. Hij droeg ook bij aan de landstitel die Voorwaarts in 1952 veroverde.

### VVV
Vervolgens werd Kogeldans gescout door de Limburgse dominee Van der Linden. In de zomer van 1957 maakte Kogeldans samen met ploeggenoot Ludwig Zorgvliet vanuit Suriname de overtocht naar Nederland, waar beiden een profcontract tekenden bij VVV. In zijn eerste optreden namens de eredivisionist op 11 augustus 1957 scoorde hij tijdens een vriendschappelijke wedstrijd tegen de Duitse amateurclub TSV Kaldenkirchen  (7-1) direct een hattrick. Kogeldans stond twee seizoenen onder contract bij VVV, maar zou in tegenstelling tot zijn landgenoot Zorgvliet uiteindelijk geen enkele keer in actie komen in een officiële wedstrijd van het eerste elftal. In 1959 kwam zijn profloopbaan daarmee tot een einde. Hij koos toen voor een bestaan als elektricien.

## Interlandcarrière
Kogeldans debuteerde in 1949 voor het Surinaamse voetbalelftal. Voordat hij in 1957 naar Nederland vertrok speelde hij in totaal 15 interlands voor het nationale team, waaronder een officieuze wedstrijd op 1 augustus 1954 tegen een bondselftal van de KNVB (3-4) waarin hij het eerste doelpunt scoorde.

## Trainerscarrière
Na zijn spelersloopbaan werd Kogeldans trainer bij de Blerickse amateurclub VCH.

## Erelijst
SV Voorwaarts
- Kampioen van Suriname: 1952

## Persoonlijk
Op 7 februari 1957 trouwde Kogeldans met Eveline (Eef) Pinas en ze kregen samen vier kinderen. Zijn oudste twee kinderen kwamen in maart 1958 samen met zijn echtgenote over naar Nederland. Eef Kogeldans zat van 1976 tot 1994 als eerste allochtone raadslid in de Venlose gemeenteraad namens de PvdA en overleed 8 januari 2018 op 82-jarige leeftijd.
Zijn jongste, in Nederland geboren zoon Ruben Kogeldans, was profvoetballer bij VVV en Willem II en kwam op 7 juni 1989 om het leven bij de SLM-ramp met het Kleurrijk Elftal. Leo Kogeldans, die in Suriname circa 10 jaar werkzaam was geweest als elektricien bij de OGEM bleef ook na zijn voetballoopbaan in Venlo woonachtig en werkte nadien eerst bij een installatie-, later bij een elektrobedrijf. Zijn leven stond na 7 juni 1989 voor een deel in het teken van een juridische strijd om bij SLM de ware toedracht van het ongeluk boven water te krijgen, tevergeefs. De jaren na zijn pensioen overwinterde hij vaak in Suriname. Op 28 juni 2020 vierde hij in zijn woonplaats samen met familie zijn 90e verjaardag. Hij overleed in 2024 op 93-jarige leeftijd.